# Mr. Moonlight
"Mr. Moonlight" é uma canção composta por Roy Lee Johnson. Foi gravada pela banda britânica The Beatles e lançada no álbum Beatles for Sale, de 1964.